# Habib Meïté
Habib Meïté, né le 3 janvier 1991, est un footballeur ivoirien. Il évolue au poste de milieu défensif avec Al Fehayheel.

## Clubs
- 2010-2015 : Étoile sportive du Sahel ( Tunisie)
- 2014 : →Al Khaleej ( Arabie saoudite)
- 2015-2016 : Club athlétique bizertin ( Tunisie)
- 2016 : Al Fehayheel ( Koweït)